# Lepanto
Lepanto是英国作家、诗人 G.K. 切斯特顿（Gilbert Keith Chesterton）的一篇历史叙事诗。其历史背景是神圣罗马帝国的查理五世（Charles V）的私生子奥地利的约翰（德语：Johann von Österreich，西班牙语：Juan de Austria；1547年2月24日-1578年10月1日）在勒班陀海战中战胜奥斯曼帝国，维护了基督教世界最后的荣光，用崇高的骑士精神赢得教皇和皇室尊敬的故事。此作品是在1911年所寫，在1915年時集結在卻斯特頓的作品中一起發行。